# Crane Neck

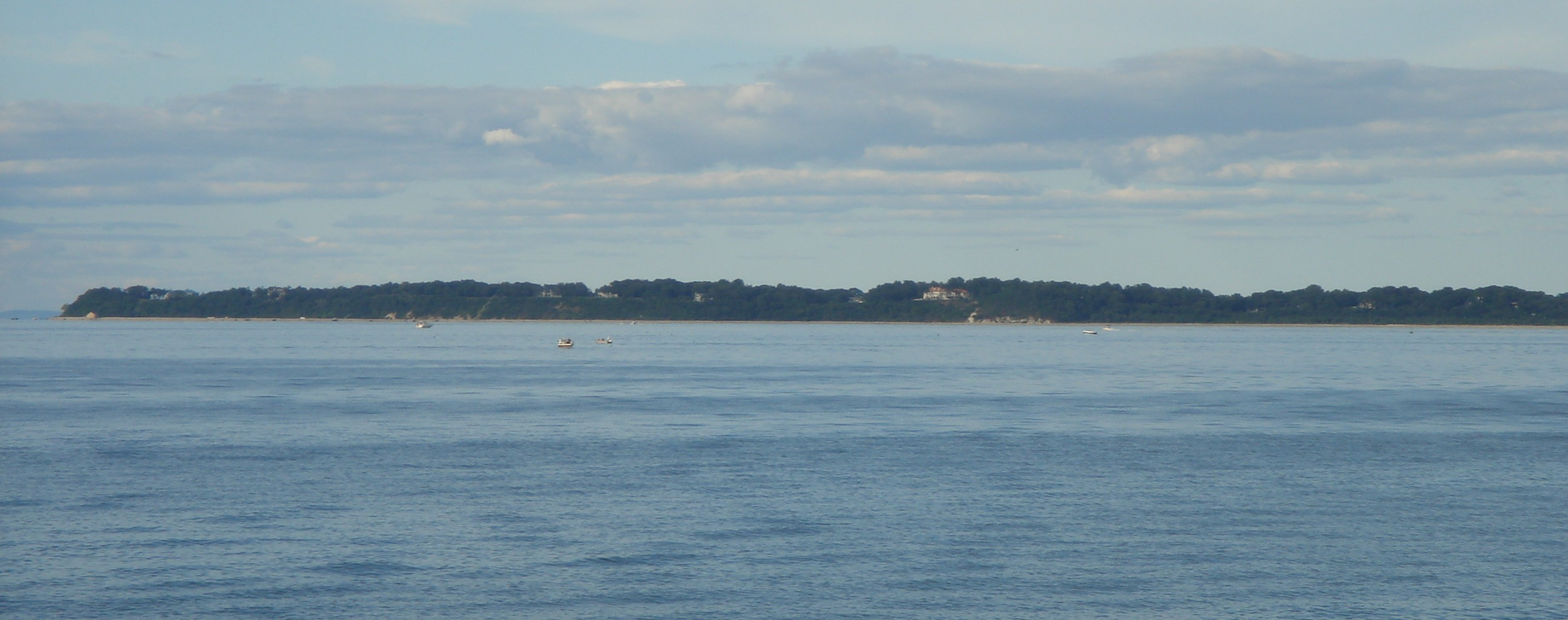
Crane Neck

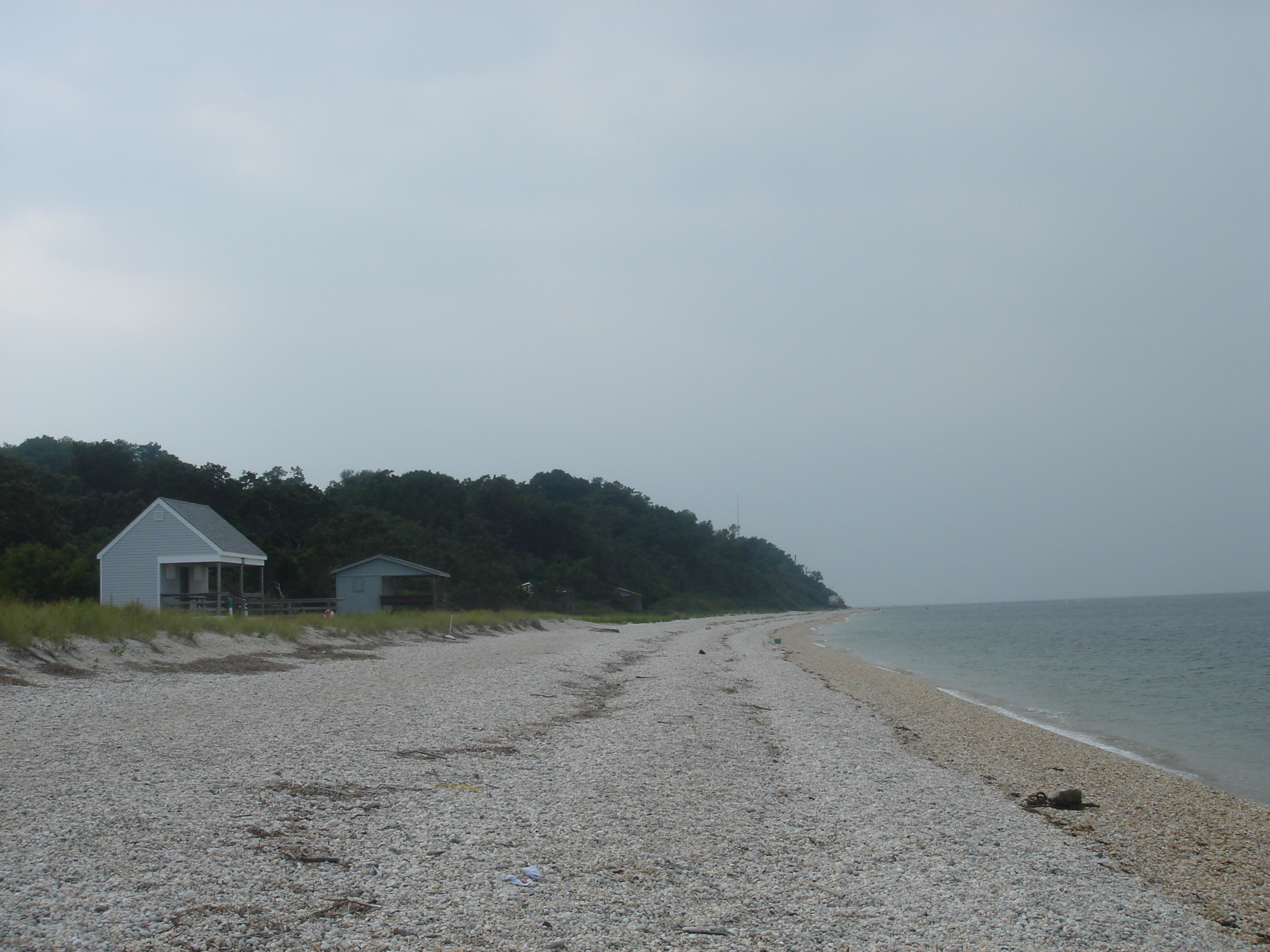
Crane Neck Beach

Crane Neck ist ein Kap an der Nordküste Long Islands, das den östlichen Rand der Smithtown Bay bildet. Es liegt auf dem Gebiet des Dorfes Old Field.
Hinter der Küstenlinie des Kaps liegt das Überflutungsgebiet Flax Pond. Der Strand ist mit Kies bedeckt und nur den Bewohnern des ebenfalls Crane Neck genannten angrenzenden Wohngebietes zugänglich. Crane Neck ist ein wichtiger Brutplatz für Pfeilschwanzkrebse.
Koordinaten: 40° 57′ 42″ N, 73° 8′ 52″ W